# بای ویلیج (اوهایو)
بای ویلیج(به انگلیسی: Bay Village) شهری در ایالت اوهایو کشور ایالات متحده آمریکا است که جمعیت آن در سرشماری سال ۲۰۱۰ میلادی، ۱۵٬۶۵۱ نفر بوده‌است.